# Casa del Vento
Casa del Vento ist eine Folk-Gruppe aus der Provinz Arezzo in Italien.

## Biografie
Die Karriere der Musikergruppe begann bereits in den neunziger Jahren, damals noch unter dem Namen Teach na Gaothe (galico für „Windhaus“), die anfänglich in Italien auftrat um irische Folkmusik zu spielen.
1999 produzierten sie ihr erstes Album, Senza bandiera. Mit dieser Platte, die in die Richtung rock-folk ging, setzten sie den Grundstein ihrer weiteren Musikerkarriere, die sich mit ihrer anschließenden Arbeit, 900 (Novecento), einer Zusammenarbeit mit Stefano „Cisco“ Bellotti von den Modena City Ramblers weiter verfestigte. Die Themen der anschließenden Platten wurden durch das aktuelle Zeitgeschehen wie den G8-Gipfel in Genua 2001 und dem Irak-Krieg inspiriert.
Im Gegensatz zum früheren Stil der Gruppe gibt sich die Musik des 2006 neu erschienenen Albums „Il grande niente“ deutlich tanzbarer.

## Diskografie
- 1999 – Senza bandiera
- 2001 – 900
- 2002 – Genova chiama
- 2002 – Pane e Rose
- 2003 – Non in mio nome
- 2004 – Sessant'anni di Resistenza (Erzählt die Geschichte der Partisanen beim Massaker in der Provinz Arezzo von 1943 bis 1944)
- 2004 – Al di là degli alberi
- 2006 – Il grande niente